# 1891 w filmie
Wydarzenia filmowe w 1891 roku.

## Premiery filmowe

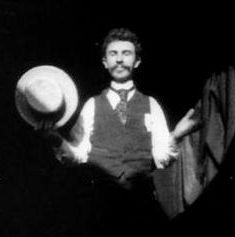
William K.L. Dickson (Portret z Dickson Greeting)

- Dickson Greeting – amerykański film niemy z 1891 roku, w reżyserii Williama K.L. Dicksona. Film został nakręcony w studiu Black Maria, w gminie West Orange, w stanie New Jersey.
- Lekkoatleta z Newark (Newark Athlete)
- Boks mężczyzn (Men Boxing)
- Two Fencers

## Urodzili się
- 1 stycznia – Charles Bickford, amerykański aktor (zm. 1967)
- 5 lutego – Monta Bell, amerykański reżyser, scenarzysta i producent (zm. 1958)
- 9 lutego – Ronald Colman, brytyjski aktor (zm. 1958)
- 6 marca – Victor Kilian, amerykański aktor (zm. 1979)
- 8 marca – Sam Jaffe, amerykański aktor (zm. 1984)
- 2 kwietnia – Jack Buchanan, brytyjski reżyser, pisarz i aktor (zm. 1957)
- 10 kwietnia – Tim McCoy, amerykański aktor (zm. 1978)
- 15 kwietnia – Wallace Reid, amerykański aktor (zm. 1923)
- 13 maja – Fritz Rasp, niemiecki aktor (zm. 1976)
- 26 maja – Paul Lukas, amerykański aktor pochodzenia węgierskiego (zm. 1971)
- 24 czerwca – Irving Pichel, amerykański aktor i reżyser (zm. 1954)
- 14 listopada – Józef Orwid, polski aktor (zm. 1944)